# Montcy-Notre-Dame
Montcy-Notre-Dame is een gemeente in het Franse departement Ardennes (regio Grand Est). De plaats maakt deel uit van het arrondissement Charleville-Mézières. Montcy-Notre-Dame telde op 1 januari 2022 1.560 inwoners.
De gemeente werd op 22 maart 2015 opgenomen in het nieuwgevormde kanton Charleville-Mézières-3 nadat het kanton Charleville-Centre, waar de gemeente tot dan toe onder viel, werd opgeheven.

## Geografie
De oppervlakte van Montcy-Notre-Dame bedroeg op 1 januari 2022 6,13 vierkante kilometer; de bevolkingsdichtheid was toen 254,5 inwoners per km².
De onderstaande kaart toont de ligging van Montcy-Notre-Dame met de belangrijkste infrastructuur en aangrenzende gemeenten.

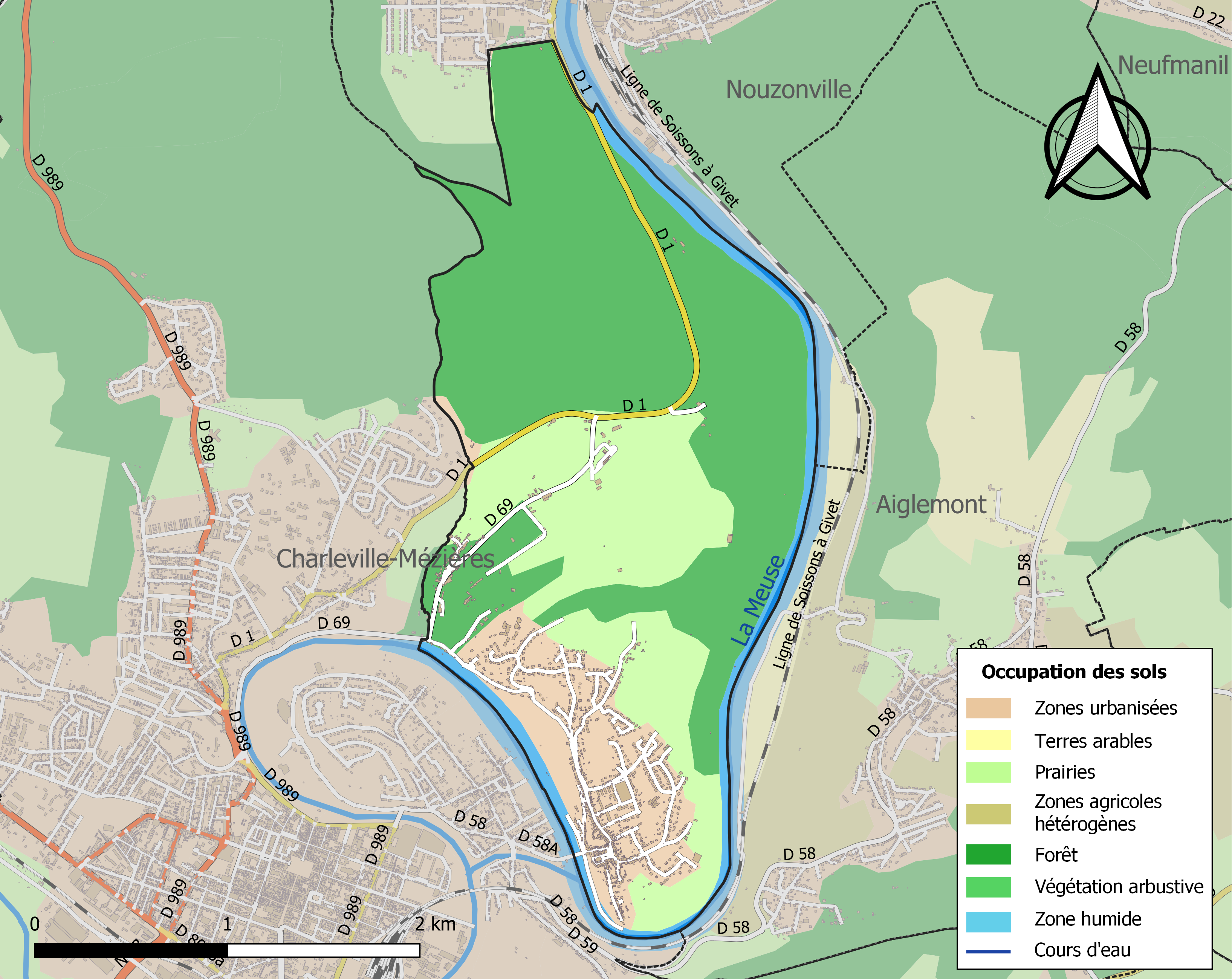

## Demografie
Onderstaande figuur toont het verloop van het inwonertal (bron: INSEE-tellingen).

Vanwege een beveiligingsprobleem met de MediaWiki Graph-software is het momenteel niet mogelijk deze grafiek weer te geven. Zodra de software is bijgewerkt zal de grafiek vanzelf weer zichtbaar worden.